# هيلينك بنك
شركة البنك اليوناني العام هو بنك يوناني، بدأ العمل في روسيا في يناير 2011 لكن في عام 2014 ترك السوق الروسية،  وللبنك أيضًا مكاتب تمثيلية في كييف وسانت بطرسبرغ وموسكو وجنوب إفريقيا. كما أنها فتحت مكتبًا تمثيليًا في أثينا باليونان في عام 2017.

## روابط خارجية
- مجموعة البنك اليوناني